# Ming Luhulima
Lou Lima, conocido artísticamente como Ming Luhulima, fue un cantante y guitarrista indoneso, nacido en las Islas Molucas en la antigua Indias Orientales Neerlandesas, cuando Indonesia era colonia de los Países Bajos. Su carrera artística como intérprete comenzó incursionando en diferentes géneros musicales, y además fue relacionado con uno de los intérpretes más reconocidos de su país, Rudi Wairata. Su relación con este intérprete de la música indonesa fue porque Ming Luhulima interpretaba también el mismo estilo musical. 
También formó parte de dos grupos musicales de su época, como Amboina Serenaders y Mena Moeria Minstrels. También fue líder y vocalista de la banda musical Ensemble Pantja Warna. En su momento se unió a George de Fretes, quien fue responsable de promover su música al estilo portugués y la música holandesa, pues en ambas combinaciones de estas fusiones de géneros musicales las llamó kroncong. 

## Disco grafía (solitario)

### Singles
Lou Lima
- "Makan-patita" / "Aan de baai van Ambon" - CID 48 156 - (1957)
- "Jij bent voor mij..." / "Afscheid van Jamaica" - CID 48 169 - (1957)
- "Eiland In De Zon" (Island In The Sun) / "Conjo" - CID 48.174 - (195?)[1]
- "Vooruit" / "Het lied van Nieuw-Guinea" -   CID 48 177 - (1957)
- "Spreken is zilver" / "O Christien" - Omega 35 299 - (1961)[2]

### Reproducción
Lou Lima
- "Eiland in de zon", "Conjo" / "Aan de baai van Ambon", "Makan-patita" - CID 75 891 - (1958)

### Álbumes
Disco compacto
Ming Luhulima
- Een weerzien met Ming Luhulima - Dureco 1155742 (HAX0360) - (1991)[3]

## Discografía (con bandas musicales)

### Álbumes
LP
- Ming Luhulima And His Amboina Serenaders - Ming Luhulima And His Amboina Serenaders - Dureco – 51.005
- Ming Luhilima and his Amboina Serenaders - The Amboina Serenaders - GIP 2L 51.015/16 - (1967)
- Krontjong Ensemble Pantja Warna o.l.v. Ming Luhulima - Krontjong Ensemble Pantja Warna* o.l.v.  Ming Luhulima -  Dureco 51.014 - (1968)[4]